# Leptopelis vannutellii
Leptopelis vannutellii är en groddjursart som först beskrevs av George Albert Boulenger 1898.  Leptopelis vannutellii ingår i släktet Leptopelis och familjen Arthroleptidae. IUCN kategoriserar arten globalt som sårbar. Inga underarter finns listade i Catalogue of Life.